# 121
121（百二十一、百廿一、ひゃくにじゅういち）は自然数、また整数において、120の次で122の前の数である。

## 性質
- 121は合成数であり、約数は 1、11 と 121 である。
  - 約数の和は133。
    - 約数の和が奇数になる18番目の数である。1つ前は100、次は128。

  - 約数を3個もつ5番目の数である。1つ前は49、次は169。
- 121 = 112
  - 11番目の平方数である。1つ前は100、次は144。
  - 40番目の半素数である。1つ前は119、次は122。
    - 3連続で半素数が続く4番目の数である。1つ前は93、次は141。

  - 2番目のフリードマン数である。1つ前は25、次は125。
  - 平方数を逆順に並べ替えても平方数になる5番目の数である。1つ前は100、次は144。(オンライン整数列大辞典の数列 A061457)
    - 末尾が0となる平方数を除くと4番目の数である。1つ前は9、次は144。(オンライン整数列大辞典の数列 A033294)

  - n = 2 のときの 11n の値とみたとき1つ前は11、次は1331。
  - (三角数 + 1) で表せる3番目の平方数である。1つ前は16、次は529。
  - 素数 p = 11 のときの p2 の値とみたとき1つ前は49、次は169。(オンライン整数列大辞典の数列 A001248)
  - (素数)(素数) の形で表せる8番目の数である。1つ前は49、次は125。(オンライン整数列大辞典の数列 A053810)
  - 1 + 2 + 1 = (1 + 1) × 2 より7番目のスミス数である。1つ前は94、次は166。
- 22番目の回文数である。1つ前は111、次は131。
  - 4番目の回文平方数である。1つ前は9、次は484。
    - ただし1桁の平方数 (1, 4, 9) を除くと最小の回文平方数である。

  - 1212 = 14641 もまた回文数。
    - 回文数の平方数が回文数になる8番目の数である。1つ前は111、次は202。(オンライン整数列大辞典の数列 A057135)
      - 平方数が回文数になる9番目の数である。1つ前は111、次は202。(オンライン整数列大辞典の数列 A002778)
- いかなる N > 2 のN進数によって121を表記しても、121は必ず平方数となる。これは 1 × N2 + 2 × N + 1 = (N + 1)2 であるため。
- 121 = 5! + 1 
  - n! + 1 で表せる2番目の平方数である。1つ前(最小)は 4! + 1 = 25、次は 7! + 1 = 5041。(オンライン整数列大辞典の数列 A085692)
- 121 = 30 + 31 + 32 + 33 + 34
  - a = 3 のときの a0 + a1 + a2 + a3 + a4 の値とみたとき1つ前は31、次は341。
  - 1 + k + k2 + k3 + k4 の形で表される唯一の平方数である。(k = 3)
  - 3の累乗和とみたとき1つ前は40、次は364。
    - 121 = 35−1/3−1
      - n = 3 のときの nn+2−1/n−1 の値とみたとき1つ前は15、次は1365。(オンライン整数列大辞典の数列 A173468)
- 1/121 = 0.0082644628099173553719… (下線部は循環節で長さは22)
  - 逆数が循環小数になる数で循環節が22になる6番目の数である。1つ前は115、次は138。
- 5番目の六芒星数である。1つ前は73、次は181。
- 約数の和が121になる数は1個ある。(81) 約数の和1個で表せる29番目の数である。1つ前は112、次は127。
  - 約数の和が奇数になる12番目の奇数である。1つ前は93、次は127。
- 各位の和が4になる8番目の数である。1つ前は112、次は130。
- 各位の積が2になる5番目の数である。1つ前は112、次は211。(オンライン整数列大辞典の数列 A199986)
- 1～121までの約数の個数を加えると605個になり121の5倍になる。1～n までの約数の個数が n の整数倍になる8番目の数である。1つ前は47(4倍)、次は336(6倍)。(オンライン整数列大辞典の数列 A050226)
  - n 倍になる最小の数とみたとき1つ前は42 (4倍)、次は336 (6倍)。(オンライン整数列大辞典の数列 A085567)
- 121 = 22 + 62 + 92 = 62 + 62 + 72
  - 3つの平方数の和2通りで表せる24番目の数である。1つ前は118、次は122。(オンライン整数列大辞典の数列 A025322)
  - 121 = 22 + 62 + 92
    - 異なる3つの平方数の和1通りで表せる39番目の数である。1つ前は120、次は133。(オンライン整数列大辞典の数列 A025339)
    - n = 2 のときの 2n + 6n + 9n の値とみたとき1つ前は17、次は953。(オンライン整数列大辞典の数列 A074543)
- 3桁以上の数で最大桁と最小桁で作る数で元の数を割り切れる6番目の数である。1つ前は120、次は130。(オンライン整数列大辞典の数列 A108343)
例．121 ÷ 11 = 11
  - 12…21 の形の数はすべて11の倍数である。(例．12…21 = 11…11 × 11)
- 121はパスカルの三角形の三段目の数字列である。1つ前の二段目は11、次の四段目は1331。(オンライン整数列大辞典の数列 A003590)
- 121 = 27 − 7
  - n = 7 のときの 2n − n の値とみたとき1つ前は58、次は248。(オンライン整数列大辞典の数列 A000325)
  - 素数 p = 7 のときの 2p − p の値とみたとき1つ前は27、次は2037。(オンライン整数列大辞典の数列 A100105)
- 121 = 53 − 5 + 1
  - n = 5 のときの n3 − n + 1 の値とみたとき1つ前は61、次は211。(オンライン整数列大辞典の数列 A061600)

## その他 121 に関すること
- 西暦121年
- イギリスの九九は、11×11＝121まで数える。これは、十二進法の発想に因んでいる。
- 年始から数えて121日目は、5月1日。
- 第121代天皇は孝明天皇である。
- 第121代ローマ教皇はランド（在位：913年8月～914年3月）である。
- 121ware.com(one to one －)は、日本電気製品などのサポートサイトである。
- 121系電車は、日本国有鉄道が製造し四国旅客鉄道が保有する近郊形直流電車。
- マツダ・121。マツダの欧州向け車両。詳細はMazda 121（英語版）を参照。
1975–1981→マツダ・コスモ（レシプロエンジン仕様）
1986–1991→初代フォード・フェスティバ
1991–1998→オートザム・レビュー
1996–2002→市場により初代マツダ・デミオ、もしくは4代目フォード・フィエスタのOEMモデル
- 2015年9月3日に行われた天安門城楼のパレードで、1894年に勃発した日清戦争から121年が経ったことから、200人の儀仗隊員たちが抗日と共産革命殉国烈士を祀った民族英雄記念塔から掲揚台まで通常歩行の後、121歩の大きな歩行で中国の国旗の五星紅旗を掲揚した。